# Kelly Brook
Kelly Brook, egentligen Kelly Ann Parsons, född 23 november 1979 i Rochester, Kent, England, är en brittisk fotomodell och skådespelare. Hon är ibland även TV-presentatör.

## Fotomodell
Brook studerade vid Italia Conti scenskola i London i tre år innan hon blev professionell fotomodell. Hennes modellkarriär tog fart 1995 då hon vann en skönhetstävling och började att modella för bland annat Bravissimo Lingerie, som specialiserar sig på behåar och underkläder för storbystade kvinnor. Hon gjorde även reklam för ölmärket Foster's Lager. Redaktionen för tabloidtidningen Daily Star fick upp ögonen för Brook och erbjöd henne ett modellkontrakt.
År 1997 figurerade Brook i Pulps musikvideo till låten "Help the Aged"; hon dansar med Huck Whitney från gruppen The Flaming Stars. Inom kort uppmärksammades Kelly Brook av tidskriften FHM och 2005 toppade hon dess lista över världens sexigaste kvinnor. Brook har därefter gjort reklam för baddräkter, sportkläder och damstrumpor. 2006 lanserade hon en egen kollektion av baddräkter och underkläder för den brittiska klädkedjan New Look.
Julinumret 2008 av Sky Magazine innehåller ett bildreportage, där Brook är stylad som skådespelerskan Rita Hayworth och iförd en kopia av den svarta åtsmitande axelbandslösa satinklänning som Hayworth bar i filmen Gilda från 1946.

## TV-presentatör
När Brook var endast 18 år gammal, 1997, började hon att presentera ungdomsprogram på MTV, Granada Television och Trouble TV. Under ett halvår 1999 var hon en av programledarna för morgonprogrammet The Big Breakfast.

## Skådespeleri
Brook har haft biroller i en rad filmer och TV-serier. Under första säsongen av Smallville spelade hon rollfiguren Lex Luthors flickvän. Efter att ha fått en liten roll i The Italian Job 2003 spelade hon året därpå, 2004, huvudrollen i School for Seduction. Hon gestaltar italienskan Sophia Rosselini som kommer till Newcastle för att lära upp lokalbefolkningen i förförelsens konst.
År 2007 deltog Brook i Strictly Come Dancing, Storbritanniens motsvarighet till Let's Dance, där hon dansade med den professionelle dansaren Brendan Cole. Brooks far, Kenneth Parsons, avled under dansseriens gång, och hon drog sig ur tävlingen.

## Privatliv
Efter att ha brutit upp från ett sju år långt förhållande med skådespelaren Jason Statham träffade hon 2004 skådespelaren Billy Zane, och paret förlovade sig, men gick skilda vägar i april 2008.

## Filmografi
- 2010 - Piranha 3D
- 2008 - Hotel Caledonia
- 2007 - Fishtales
- 2007 - Hotel Babylon
- 2006 - In the Mood
- 2006 - Miss Marple: Mord per korrespondens
- 2005 - Three
- 2005 - Deuce Bigalow: European Gigolo
- 2005 - Romy and Michele: In the Beginning
- 2005 - House of 9
- 2004 - Need for Speed: Underground 2
- 2004 - School for Seduction
- 2003 - The Italian Job
- 2003 - Absolon
- 2002 - Smallville
- 2001 - Ripper
- 2001 - The (Mis)Adventures of Fiona Plum
- 2000 - Sorted